# Therèse
Therèse – szwedzki niemy dramat filmowy z 1916 roku w reżyserii Victora Sjöströma.

## Obsada
- Lili Bech – Therèse
- Josua Bengtsson – detektyw
- Lars Hanson – Gerhard
- Albin Lavén – Rell
- Albert Ståhl – Donne
- Robert Sterling – Ramb
- Mathias Taube – Kembell
- Jenny Tschernichin-Larsson – matka Therèse